# (28174) Harue
(28174) Harue est un astéroïde de la ceinture principale.

## Description
(28174) Harue est un astéroïde de la ceinture principale. Il fut découvert le 12 novembre 1998 à Chichibu par Naoto Satō. Il présente une orbite caractérisée par un demi-grand axe de 2,69 UA, une excentricité de 0,18 et une inclinaison de 13,5° par rapport à l'écliptique.

## Compléments